# Otostigmus füllerborni
Otostigmus füllerborni är en mångfotingart som beskrevs av Kraepelin 1903. Otostigmus füllerborni ingår i släktet Otostigmus och familjen Scolopendridae.
Artens utbredningsområde är Tanzania. Inga underarter finns listade i Catalogue of Life.